# 呉毓麟
呉 毓麟（ご いくりん）は、清末民初の政治家・海軍軍人。北京政府、直隷派に属した。字は秋舫。

## 事績
1886年（光緒12年）、天津海軍学堂に入学し、6年後に卒業した。以後、海軍教練処教習、天津海軍学堂教習と歴任している。1894年（光緒20年）、海軍部において職に就く。その翌年からは地方官僚を歴任し、さらに直隷路鉱総弁や郵伝部官僚などをつとめた。1908年（光緒34年）、海軍部に復帰し、視察に任じられている。辛亥革命発生直後に、唐紹儀の和平交渉に随従し、代表団顧問をつとめた。
中華民国成立後の1913年（民国2年）、大沽海軍造船所所長に任じられ、あわせて海軍少将銜を授与された。その翌年には、直隷海巡及全省水陸警察事宜を兼任している。1915年（民国4年）、北京政府の導准事務局局長、直隷改良河工籌備処処長に異動する。その2年後には、北洋鉄工廠廠長に任命された。
1918年（民国6年）、呉毓麟は川粤湘贛四省経略使（後に直魯豫巡閲使）曹錕の諮議となる。1921年（民国10年）7月、京兆河工局局長となり、11月には、海軍中将銜を授与された。その翌年6月、津浦鉄路管理局局長兼津浦鉄路督弁となる。同年9月、魯案善後督弁署で、膠澳鉄路回収事業に参与した。1923年（民国12年）1月、王正廷臨時内閣で署理交通総長に任ぜられる。同月の張紹曽内閣で正式に交通総長となった。1924年（民国13年）10月、第2次奉直戦争で直隷派が敗北すると、呉も下野して、以後は天津に寓居した。
1930年代からの呉毓麟は、様々な起業に取り組んでいる。1939年（民国28年）1月30日、呉佩孚が内外記者会見を開いて「和平救国宣言」を発表し、呉毓麟も和平救国会連盟の構成員として同宣言に連署していると報道された。ただし、呉毓麟が連署に至るまでの経緯や活動の具体性については不詳である。そもそも、この内外記者会見自体が、張燕卿による実態を伴わない宣伝であった可能性すら指摘されている。
1942年（民国31年）3月30日、南京国民政府（汪兆銘政権）の華北政務委員会が諮詢会議を創設すると、呉毓麟は委員に就任した。
1944年（民国33年）秋、死去。享年74。

## 注
1. ↑  天津文化信息網による。徐友春主編『民国人物大辞典 増訂版』640頁は、1869年（清同治8年）生まれとしている。
2. ↑  「和平救国会宣言を発表 呉氏運動の動向決定 愈々近く開封に出陣」『東京朝日新聞』昭和14年（1939年）1月31日、2面。
3. ↑  詳細は呉佩孚や張燕卿の記事を参照。